# Amphisbaena gonavensis
Amphisbaena gonavensis är en ödleart som beskrevs av  Carl Gans och ALEXANDER 1962. Amphisbaena gonavensis ingår i släktet Amphisbaena och familjen Amphisbaenidae.

## Underarter
Arten delas in i följande underarter:
- A. g. gonavensis
- A. g. hyporissor
- A. g. leberi